# Трансандинская железная дорога
Трансанди́нская желе́зная доро́га (исп. Ferrocarril Trasandino) — железная дорога с узкой, метровой колеёй, соединяющая аргентинскую Мендосу и чилийский Лос-Андес. На протяжении своих 248 км поднимается на высоту 3200 м и пересекает Анды по туннелю, проложенному под перевалом Бермехо. Горный участок длиной 64 км оборудован зубчатым рельсом Абта. Открытая для движения на всём протяжении в 1910 г., закрыта в 1984 и затем частично разобрана. В 2006 г. принято решение о реконструкции дороги.

## Постройка
План постройки железной дороги между Чили и Аргентиной возник ещё в 1854 г. Однако, сложнейший рельеф местности — линия должна была пересечь Андские Кордильеры, — и, одновременно, скромные возможности строительной техники того времени не позволили взяться за дело немедленно. Проект был осуществлён значительно позже, лишь через 20 лет, усилиями братьев Кларк (Clark), Хуана и Матео. Кларки были чилийцами британского происхождения и весьма успешными предпринимателями в Вальпараисо. В 1871 г. они протянули через Анды телеграфную линию, соединившую чилийский Сантьяго с аргентинской Мендосой, а 1874 г. получили концессию на постройку железной дороги по тому же маршруту.

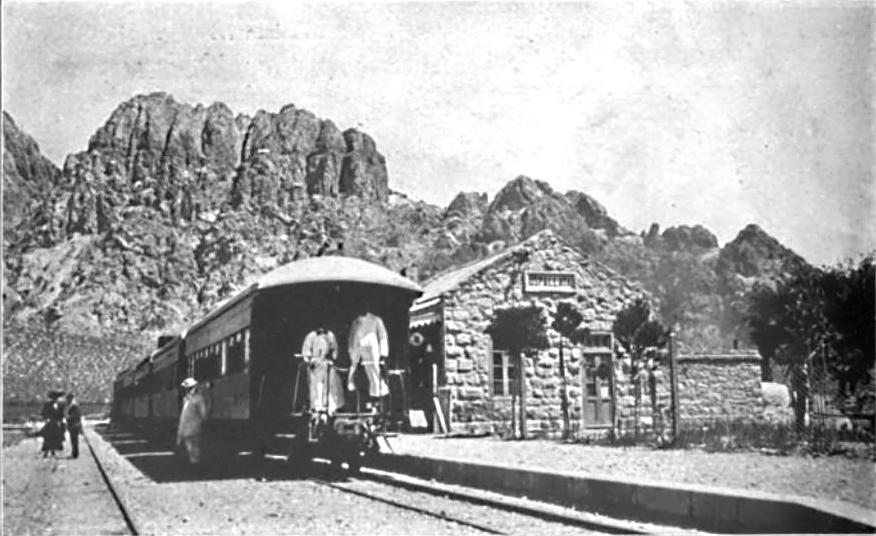
Станция «Успальята» в 1910 г.

Братья образовали компанию «Ferrocarril Transandino Clark», но из-за финансовых затруднений не производили работ до 1887 г. Наконец, строительство началось — первоначально на чилийской территории, в Лос-Андесе. Затем работы инициировали на аргентинской стороне и 22 февраля 1891 г. был открыт первый участок дороги между Мендосой и Успальятой (Uspallata). Далее участки открывались один за другим: 1 мая 1892 г. — до Рио-Бланко; 17 ноября 1893 г. — до Пунта-де-Вакас; 22 апреля 1903 г. — до Лас-Куэваса возле перевала. С чилийской стороны: от Лос-Андеса до Hermanos Clark (исп. Братья Кларк, быв. Эль-Хункаль) — 1906 г.; до Портильо — февраль 1908 г. И так вплоть до 25 мая 1910 г., когда для движения открыли уже всю линию целиком. Это событие приурочили к международной выставке в Буэнос-Айресе, посвящённой 100-летию аргентинской независимости.
Ко времени открытия железная дорога перешла из рук братьев Кларк в руки «Аргентинской Трансандинской железнодорожной компании» (Argentine Transandine Railway Company), принадлежавшей британскому капиталу. Впоследствии компания разделила линию на две части, аргентинскую и чилийскую, каждая из которых получила своё наименование: «Ferrocarril Trasandino Argentino» — FCTA и «Ferrocarril Trasandino Chileno» — FCTC.

## Технические данные

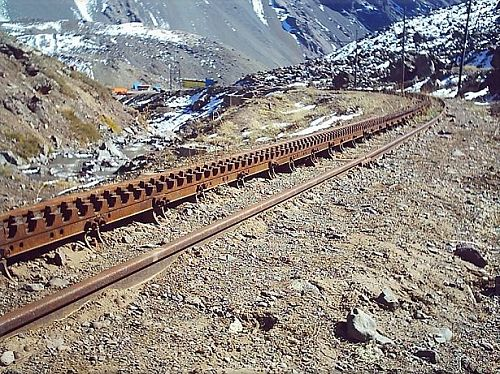
Колея дороги с зубчатым рельсом Абта.

Строительство дороги было чрезвычайно сложным для того времени предприятием. На протяжении 248 км пришлось устроить 291 галерею с кровлей для защиты от снега общей длиной 438 м, возвести 39 мостов общей длиной 1276 м и пробить трёхкилометровый Кумбрский тоннель под перевалом и 10 меньших тоннелей общей длиной в 533 м.
При подъёме на высоту 3200 м одноколейный путь изобиловал кривыми малого радиуса. Путевой профиль был тяжёлым: с аргентинской стороны уклоны достигали 5,88 %, с чилийской — 7,69 %. На таких участках пришлось устанавливать зубчатый рельс Абта, общая длина которого на аргентинской стороне оказалась 40 км, на чилийской — 24 км. Зубчатый рельс укладывали секциями длиной от 1,2 до 4,8 км, а на территории Чили его непрерывная длина на одном из участков достигла 16 км. На отметке 3176 м над уровнем моря дорога входила в Кумбрский тоннель длиной 3,2 км, который был закончен постройкой 27 ноября 1909 г. В этом тоннеле Трансандинская дорога пересекает границу между Аргентиной и Чили.

## Маршрут
Трансандинская дорога стала последним звеном в цепи железных дорог, соединивших между собою аргентинскую столицу с чилийской — Сантьяго, а также два крупнейших порта этих стран — Буэнос-Айрес и Вальпараисо. Если раньше самым быстрым способом добраться из одного города в другой был путь по морю длиной в 5630 км — 11 дней в обход мыса Горн, то с 1910 г. для этого стало требоваться преодолеть на поезде 1408 км за 36 часов. Однако, прямого, беспересадочного сообщения наладить не удалось — метровая колея Трансандинской дороги была уже, чем так называемая индийская колея (1676 мм) остальных участков пути.
Образовавшийся транспортный коридор обслуживался пятью перевозчиками и требовал при пассажирском движении четырёх пересадок:
- Железная дорога Буэнос-Айрес—Тихий океан (Ferrocarril Buenos Aires al Pacífico): Буэнос-Айрес (тупиковый вокзал Ретиро) — Вилья-Мерседес (689 км);
- Аргентинская Большая западная железная дорога (Ferrocarril Gran Oeste Argentino): Вилья-Мерседес — Мендоса (354 км);
- Аргентинская Трансандинская железная дорога (FCTA): Мендоса — Лас-Куэвас (159 км, пересадка не требовалась);
- Чилийская Трансандинская железная дорога (FCTC); Лас-Куэвас — Лос-Андес (73 км);
- Чилийские государственные железные дороги (Empresa de los Ferrocarriles del Estado): Лос-Андес — Сантьяго — Вальпараисо (134 км).

Аргентинская часть Трансандинской дороги, начавшись в Мендосе и миновав два разъезда, выходила к станции Качеута, возле которой размещались элитарные термальные источники «Termas de Cacheuta» и была выстроена курортная гостиница. За Качеутой линию проложили через очередные два разъезда к станции и посёлку Успальята, который служил перекрёстком гужевых дорог, пересекавших Анды.
Дальше — вновь за двумя маленькими станциями — на дороге располагался городок Пунта-де-Вакас, знаменитый прекрасным видом, по сей день открывающимся отсюда на самый высокий в мире потухший вулкан Аконкагуа. Следующей за Пунта-де-Вакас станцией был Мост Инков (Puente del Inca) — естественного происхождения, над рекой Мендосой, обнаруженный одноимённым народом. Поблизости от моста расположено ещё несколько термальных источников.

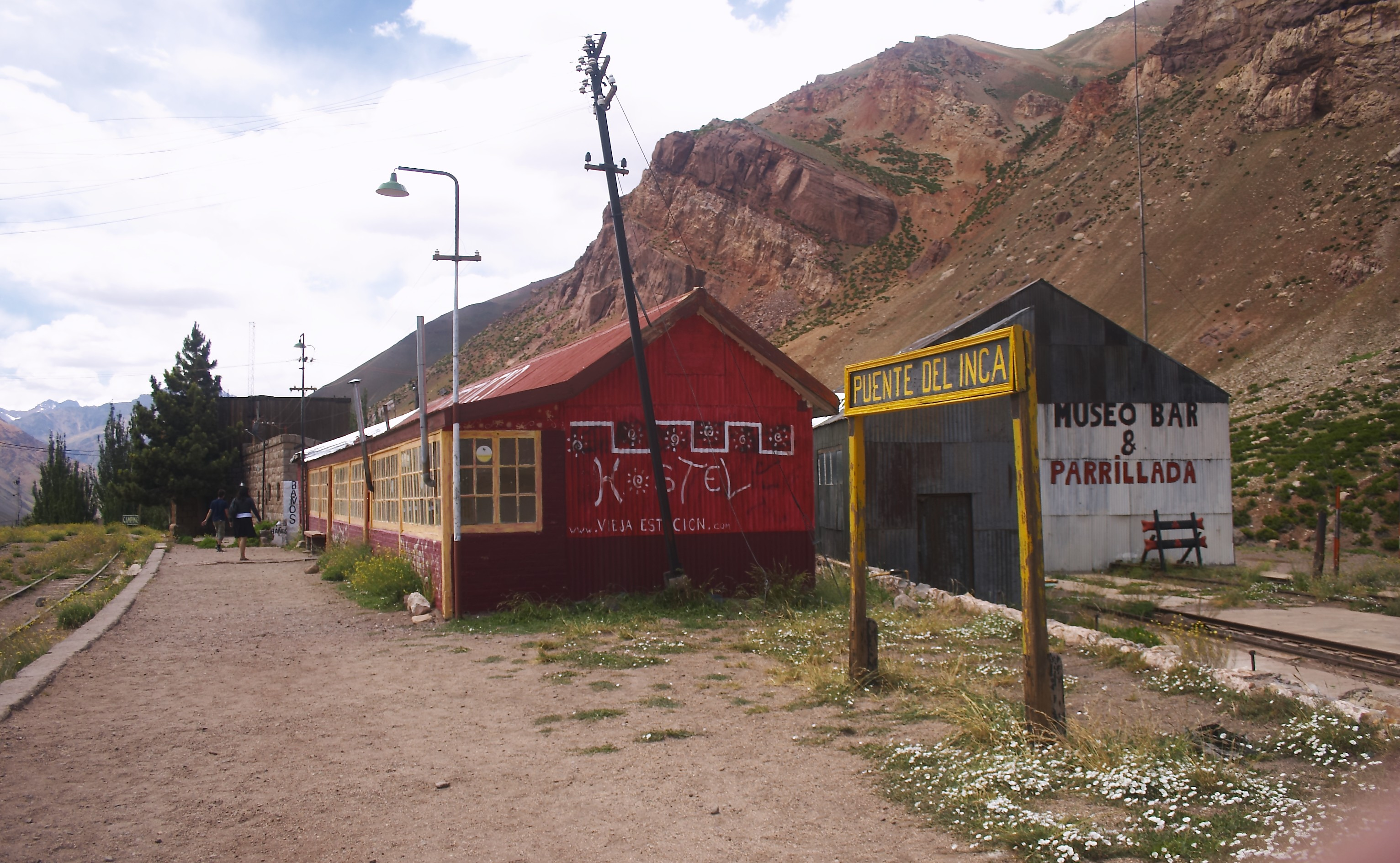
Станция «Мост Инков».

Последним населённым пунктом и станцией на аргентинской территории был Лас-Куэвас. Здесь находился пункт пограничного контроля и скульптурное изображение Андского Христа, установленное недалеко от городка в 1904 г. За Лас-Куэвасом дорога ныряла в Кумбрский тоннель, пробитый под перевалом Бермехо, и пересекала государственную границу.
Миновав тоннель и следующий за ним разъезд линия выходила к городу Эль-Портильо, ставшему, начиная с 1949 г., известным горнолыжным курортом. Сразу за городом располагалась станция, названная в честь строителей Трансандинской дороги «Братья Кларк» (Hermanos Clark) — бывший посёлок Эль-Хункаль. Далее линия спускалась к Лос-Андесу, последовательно проходя через: очередной разъезд, ответвление, ведущее к рудникам «CODELCO», ещё две станции, тоннель под скалами Сальто-дель-Сольдадо и последний остановочный пункт Сан-Пабло.

## Эксплуатация

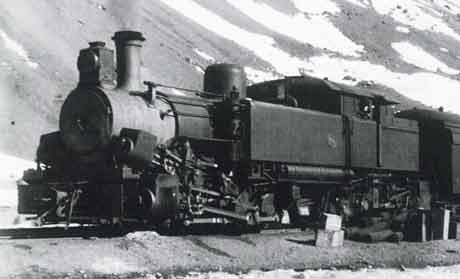
Аргентинский Китсон-Мейер Трансандинской дороги. Около 1910 г.

Первоначально, на ещё не достроенной до конца дороге, трудились небольшие танк-паровозы германского и американского производства (в частности, паровозы Шея). Незадолго до открытия сквозного движения дорога приобрела 9 Китсон-Мейеров, оборудованных дополнительными цилиндрами для работы с зубчатым рельсом. Три из них поступили на чилийский участок, шесть — на аргентинский. Паровозы прослужили до 1971 г. — с 1911 г. уже без дополнительных цилиндров: их сняли за ненадобностью, ибо локомотивы справлялись с поездами и без зубчатого рельса, а расход пара пятые цилиндры резко увеличивали.

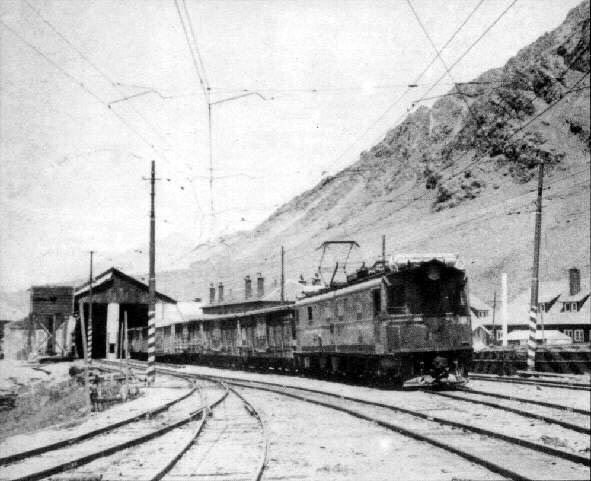
Е-100 с грузовым поездом на станции Лас-Куэвас. 1973 г.

В 1927 г. дорогу начали электрифицировать. Вначале контактные провода протянули над участком от чилийского Рио-Бланко до аргентинского Лас-Куэваса — там, где был наибольший непрерывный отрезок зубчатого рельса. Затем, к 1953 г., электрифицировали и оставшийся участок до Лос-Андеса — от Рио-Бланко. Для работы на этой части линии были закуплены три швейцарских электровоза. Локомотивы были двухсекционными и на дороге их зачислили в класс «100». В 1961 г. парк электровозов пополнился ещё двумя машинами — снова швейцарского производства, но состоявшими уже из одной секции. Их причислили к классу «200».
Электровозы водили пассажирские поезда до конца 60-х гг., когда их сменили на этой работе дизельные автомотрисы «Шиндлер» (Schindler), вновь швейцарского производства. С этого времени и вплоть до самого закрытия дороги в 1984 г. электрическая тяга применялась только для вождения грузовых поездов.
В 1934 г. с окрестных гор сошли снежные лавины, разрушившие 124 км пути на аргентинской стороне. Разрушенными оказались и многие посёлки, расположенные вдоль линии, в том числе и курорт в Качеуте. Позже восстановили всё — и путь и посёлки — за исключением курорта.
В 1948 г. аргентинскую часть Трансандинской дороги национализировали и передали в управление государственной железной дороге им. генерала Бельграно (Ferrocarril General Manuel Belgrano — FCGMB) под названием «Ветка А-12».
В 1977 г. отношения между Чили и Аргентиной охладились. Опасаясь вторжения, чилийские военные остановили железнодорожное движение на дороге и разрушили часть пути. По Кумбрскому тоннелю был пущен автомобильный транспорт, но для двустороннего движения однопутный тоннель оказался слишком узок. Пришлось организовать регулируемое одностороннее реверсивное движение. На следующий год, как только взаимоотношения двух стран несколько улучшились, железнодорожное сообщение было восстановлено. Но ненадолго — 21 сентября 1979 г. прекратили ходить пассажирские поезда: железная дорога не выдерживала конкуренции ни с авиацией, ни с автотранспортом. Стоимость проезда оказалась слишком высокой, а скорость передвижения — слишком низкой. По этим причинам в последние годы перед закрытием ежедневный пассажирский поезд от Мендосы до Лос-Андеса едва набирал 15 пассажиров.
Грузовые перевозки продержались на пять лет дольше и были прекращены только в 1984 г. 3 августа на дорогу сошла лавина, разрушившая значительную её часть на чилийской стороне. Восстановительные работы не проводились и движение прекратилось естественным образом.

## Нынешнее состояние и планы

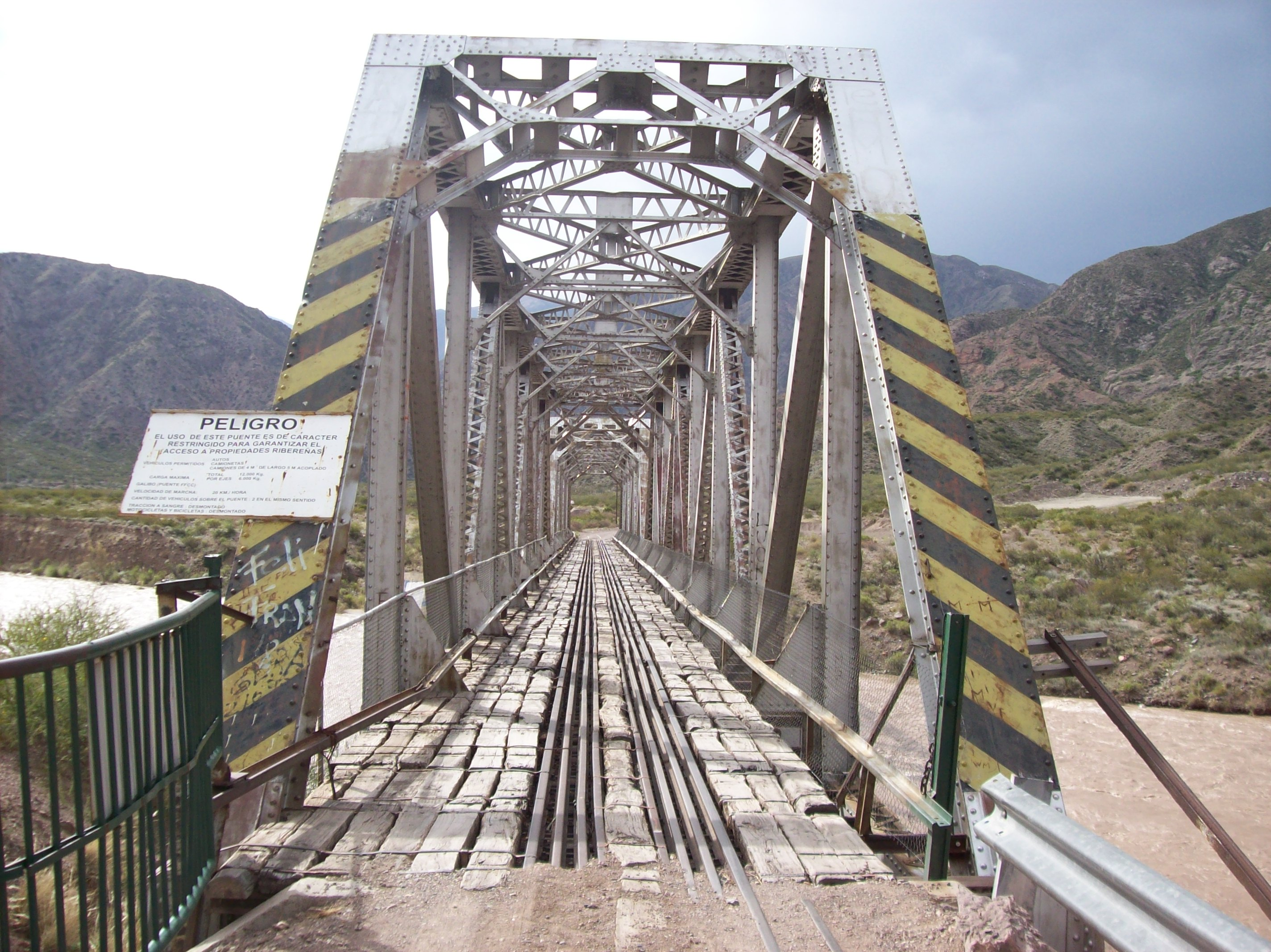
Бывший железнодорожный мост Трансандинской дороги через р. Мендосу. Аргентина, 2007.

В самом начале XXI в. планировалось прокладка железнодорожной магистрали между чилийским Лонкимаем и аргентинской Сапалой. Однако, поскольку строительство новой горной дороги оказалось делом более дорогим, чем ремонт дороги существующей, появились планы по возрождению Трансандинской линии. В 2006 г. правительства Чили и Аргентины достигли соглашения о восстановлении дороги к 2010 г. Стоимость работ оценивалась в 460 млн $.
Новое межправительственное соглашение от 21 августа 2009 г. предусматривает не возрождение прежней линии, а строительство новой — с нормальной для Южной Америки индийской колеёй, электрифицированной, проходящей по преимуществу в двупутном тоннеле длиною в 50 км. Высшая точка над уровнем моря на планируемой дороге должна лежать на 2500 м ниже, чем таковая же на прежней Трансандинской линии. Предполагаемые затраты составляют 3 млрд $.
В настоящее время используется лишь небольшой участок прежней Трансандинской железной дороги от Лос-Андеса до Рио-Бланко. За Рио-Бланко на линии существует ответвление, ведущее к медным рудникам компании CODELCO. Это ответвление и отрезок до Лос-Андеса используются для транспортировки руды в контейнерах до терминала, где контейнеры перегружают на товарные поезда широкой колеи и отправляют на литейные заводы. Перевозки осуществляет железнодорожная компания Fepasa тепловой тягой.
Состояние разрушенного участка плачевное и продолжает ухудшаться. Во многих местах под полотном образовались промоины и путь висит в воздухе. Защитные кровли постепенно разрушаются. Электрическое оборудование разграблено.